# Plate-forme de Sant'Egidio
Plate-forme de Sant'Egidio ou « Contrat de Rome », est une réunion des partis politiques de l’opposition algérienne, qui fut organisée le 13 janvier 1995, à l'initiative de la communauté catholique de Sant’Egidio à Rome. Son but était de trouver une solution politique et pacifique à la crise algérienne des années 1990. Rejetée en bloc et en détail par le pouvoir algérien, elle ne déboucha sur aucune mesure concrète.

## Histoire

### Contexte
Le Front islamique du salut (FIS) remporta le premier tour des élections législatives du 26 décembre 1991 avec 188 sièges. Le second tour qui devait donner une victoire écrasante à ce parti n'eut jamais lieu. Les élections sont annulées le 11 janvier 1992 par la décision du cénacle militaire des généraux « janviéristes. »  L'état d'urgence sera proclamé le 9 février 1992 et le FIS est dissous par voie judiciaire le 4 mars 1992.
À la suite de ce coup de force militaire, les islamistes s'en prennent d'abord aux symboles de l'État, six mois après l'annulation des élections, l'Algérie a basculé dans une violence aveugle ouverte. Assassinats d'intellectuels, de journalistes, de magistrats, de policiers ou de simples citoyens, ainsi que des ressortissants étrangers. Ces violences meurtrières sont attribuées au Groupe islamique armé (GIA), organisation rivale de l'Armée islamique du salut qui est la branche armée du FIS. L'armée lance des grandes opérations « d'éradication » des maquis islamistes. Entre 1992 et 1995, la guerre fait chaque jour plusieurs centaines de morts.

### Réunion
C'est dans ce contexte que les principaux partis de l’opposition et y compris le Front islamique du salut (FIS) ont décidé de se rencontrer dans un colloque à Rome sous la houlette de la communauté catholique de Sant’Egidio, ouvrant une perspective de réconciliation, tous les participants affirment par un contrat national rédigé en six pages qui stipule « l'engagement de respecter la démocratie, l'alternance politique, les libertés individuelles dont la liberté de confession », Tous dénoncent « la violence comme moyen d'arriver au pouvoir et de s'y maintenir ». Pour la première fois, le FIS s'engage à entrer dans le moule d'une solution politique pacifique et d'appliquer les règles du jeu démocratique.
Mais le haut commandement militaire, à sa tête les généraux « janviéristes » et le « clan éradicateur », rejettent catégoriquement l’initiative en refusant tout dialogue avec les « intégristes » et d'une éventuelle réintégration du parti dissous Front islamique du salut (FIS) dans l’échiquier politique. L’acceptation de l’initiative de Sant’Egidio par l’armée durant cette période aurait été interprétée comme une capitulation face à la « barbarie islamiste ».
La plate-forme eut un retentissement international et le pouvoir militaire algérien est brutalement pris à contre-pied. L'armée se doit de réagir et organise des élections présidentielles. Le 16 novembre 1995 le général Liamine Zéroual, président en exercice désigné par l'armée en janvier 1994, est élu au premier tour président de la République avec 61 % des suffrages exprimés, mais rien n'est résolu pour autant. Cette élection entretient l’illusion auprès de la communauté internationale d’une paix possible et d’une violence islamiste réduite à du « terrorisme résiduel. » Le terrorisme aveugle du Groupe islamique armé (GIA) reprend, massacres de masse comme à Bentalha et les environs de Relizane, la violence étatique ne faiblit pas, arrestations et disparitions des terroristes présumés se poursuivent à grande échelle.

## Signataires de la plate-forme
La plate-forme de Saint-Egidio est signée par:
1. Pour la Ligue algérienne pour la défense des droits de l'homme, Ali Yahia Abdennour.
2. Pour le Front de libération nationale (FLN), Abdelhamid Mehri.
3. Pour le Front des forces socialistes (FFS), Hocine Aït Ahmed et Ahmed Djeddaï.
4. Pour le Front islamique du salut (FIS), Rabah Kebir et Anouar Haddam.
5. Pour le Mouvement pour la démocratie en Algérie, Ahmed Ben Bella et Khaled Bensmaïn.
6. Pour le Parti des travailleurs, Louiza Hanoune.
7. Pour le Mouvement de la renaissance islamique (Ennahda), Abdallah Djaballah.
8. Pour Jazaïr musulmane contemporaine, Ahmed Ben Mohammed.